# Mycosphaerella cercidicola
Mycosphaerella cercidicola är en svampart som först beskrevs av Ellis & Kellerm., och fick sitt nu gällande namn av F.A. Wolf 1940. Mycosphaerella cercidicola ingår i släktet Mycosphaerella och familjen Mycosphaerellaceae.   Inga underarter finns listade i Catalogue of Life.